# Star Wars: The Clone Wars (pel·lícula)
 Star Wars: The Clone Wars és una pel·lícula d'animació CGI de la saga de ciència-ficció Star Wars, per fer de pilot de la sèrie Star Wars: The Clone Wars, projectada per primera vegada a les sales nord-americanes el 15 d'agost del 2008. És la primera pel·lícula d'animació de Star Wars i també és la primera a no ser distribuïda per 20th Century Fox. La trama es desenvolupa entre les pel·lícules L'atac dels clons i La venjança dels Sith.

## Argument
El fill d'en Jabba el Hutt, Rotta el Hutt, ha estat raptat. Per resoldre el misteri el mestre Jedi Yoda envia en missió a l'Anakin Skywalker i a la nova aprenent d'aquest, Ahsoka Tano. El Comte Dooku intenta impedir la missió, per a això recorre tant a la general Asajj Ventress com a les seves pròpies tropes. Mentrestant en Dooku guanya temps enganyant a en Jabba, fent-li creure que van ser els Jedis que han raptat i assassinat al seu fill.

## Repartiment
| Actor (veus)             | Paper                                    |
| ------------------------ | ---------------------------------------- |
| Matt Lanter              | Anakin Skywalker                         |
| Ashley Eckstein          | Ahsoka Tano                              |
| James Arnold Taylor      | Obi-Wan Kenobi 4A-7                      |
| Tom Kane                 | Yoda Narrador Admiral Yularen            |
| Christopher Lee          | Comte Dooku / Darth Tyranus              |
| Dee Bradley Baker        | Capità Rex Comandant Cody Clone troopers |
| Samuel L. Jackson        | Mace Windu                               |
| Nika Futterman           | Asajj Ventress TC-70                     |
| Anthony Daniels          | C-3PO                                    |
| Ian Abercrombie          | Darth Sidious                            |
| Catherine Taber          | Padmé Amidala                            |
| Corey Burton             | Whorm Loathsom Ziro el Hutt              |
| David Acord              | Rotta el Huttlet                         |
| Kevin Michael Richardson | Jabba el Hutt                            |
| Matthew Wood             | Droids de guerra General Grievous        |

## Crítica
- "Bàsicament és un tràiler de 98 minuts del llançament de la nova sèrie aquesta tardor [2008], en Cartoon Network. (...) Puntuació: ★½ (sobre 4)."[2]
- "És un entreteniment gaudible i una gran introducció a la sèrie esdevenidora, però no és el setè film de 'Star Wars' que els fans esperaven. (...) Puntuació: ★★★ (sobre 5)."[3]
- "Malgrat alguna que una altra preciosa animació i d'ajustar-se a unes expectatives del que les guerres clon signifiquen, 'la Força' no és molt poderosa en aquest cas."[4]